# Kazuki Kitamura
Kazuki Kitamura (北村 一輝 Kitamura Kazuki?) es un actor de cine y televisión japonés.

## Carrera
Kazuki ganó el premio al mejor actor de reparto en el 21º Festival de Cine de Yokohama por Minazuki, Kyohansha y Kanzen-naru shiiku, así como el Premio CUT ABOVE a la Excelencia en Cine en el JAPAN CUTS: Festival of New Japanese Film en Nueva York en 2014.

## Filmografía seleccionada

### Películas
- Yuki no Concerto (1991)
- Tenzen Shoujo Man (1996)
- The Way to Fight  (1996)
- Onibi (1997)
- Young Thugs: Innocent Blood  (1997)
- La anguila (1997)
- Andromedia (1998)
- Dead or Alive (1999)
- Ley Lines (1999)
- Kaizokuban (1999)
- Kanzen-naru shiiku (1999)
- Kyohansha (1999)
- Minazuki (1999)
- Freeze Me (2000)
- Onna kunishū ikki (2002)
- Jam Films (2002)
- The Man in White (2003)
- The Man in White Part 2: Requiem for the Lion (2003)
- Azumi (2003)
- 9 Souls (2003)
- Sky High (2003)
- Kill Bill: Volumen 1 (2003)
- Chi to Hone (2004)
- Godzilla: Final Wars (2004)
- Azumi 2: Death or Love (2005)
- Sengoku Jieitai 1549 (2005)
- Tokyo Friends: The Movie (2006)
- Hanada Shōnen Shi (2006)
- Ōoku (2006)
- Like a Dragon (2007)
- Maiko Haaaan!!! (2007)
- Yōgisha X no Kenshin (2008)
- Donjū (2009)
- Space Battleship Yamato (2010)
- Kaibutsu Kun (2011)[4]
- Ji su tian shi (2011)
- Yokai Ningen Bem (2012)[5]
- Thermae Romae (2012)[6]
- Night People (2013)[7]
- Manatsu no Hōteishiki  (2013)
- Ataru The First Love & The Last Kill (2013)[8]
- Gekijouban SPEC: Kurôzu (2013)[9]
- Killers (2014)
- The Raid 2: Berandal (2014)
- Nekozamurai (2014)
- Parasyte: Parte 1 (2014)[10]
- Man from Reno (2014)
- Thermae Romae II (2014)[11]
- Parasyte: Parte 2 (2015)[12]
- La espada del inmortal (2017), Sabato Kuroi
- The 8-Year Engagement (8-nengoshi no Hanayome: Kiseki no Jitsuwa) (2017)
- Hitsuji no Ki (2018)
- El invierno pasado, nos separamos (2018)
- Konya, Romance Gekijo de (2018)
- Pretty Cure Super Stars! (2018)
- Million Dollar Man (2018)
- Signal: The Movie (2021)
- The Great Yokai War: Guardians (2021)

### Series de televisión
- Signal (2018)